# Трубковёрты-аподерусы
Трубковёрты-аподерусы (лат. Apoderus) — род жесткокрылых семейства трубковёртов.

## Описание
Голова за глазами удлинённая, широкая, у основания с глубокой перетяжкой, расширенно закруглённая в задней стороне, надкрылья с очень грубыми точечными бороздками.

## Экология
Личинки свёртывают бочёнкообразные пакеты из листьев кормовых растений.

## Виды
Некоторые виды рода:
- Apoderus coryli (Linnaeus, 1758)
- Apoderus erythropterus (Zschach, 1788)